# Luis Enrique Délano
Luis Enrique Délano Díaz (Santiago, Chile; 14 de julio de 1907- Santiago de Chile, 20 de marzo de 1985) fue un escritor, ensayista, pintor, periodista, traductor y diplomático chileno. Padre del escritor Poli Délano.

## Biografía
Hijo del general Manuel Agustín Délano Bravo y de Isolina Díaz Porras, comenzó sus estudios terciarios en la Universidad de Chile, donde estudió pedagogía en inglés.
Dio inicio a su carrera literaria a los 19 años de edad en 1926, con la publicación de su primer libro de poemas, El pescador de estrellas, en conjunto con Alejandro Gutiérrez.
En 1928 fue, junto a su amigo Salvador Reyes Figueroa y otros, uno de los fundadores de la revista Letras, en la que participó hasta 1930, como parte del grupo de la corriente llamada imaginismo.
Comenzó su labor como periodista en el diario El Mercurio, propiedad de su familiar Agustín Edwards, en 1929.
Viajó a España en 1934 para estudiar Letras e Historia del Arte en la Universidad de Madrid, donde vivió la guerra civil española. Fue nombrado cónsul de Chile en México en 1940, cargo que mantuvo hasta 1946 cuando empezó a ejercer como tal en Nueva York, donde estuvo hasta 1949. Fue director de la revista Vistazo en 1952.
En 1956 su novela Puerto de fuego lo hizo acreedor del Premio Municipal de Santiago. Trabajó como traductor en el Instituto de Lenguas Extranjeras de Pekín (1959), donde inició sus traducciones de poesía china (Li Bai, Mao Zedong, etc.) y fue profesor de literatura norteamericana en la Universidad de Chile hasta el año 1973, cuando marchó al exilio. Recibió el Premio Nacional de Periodismo, especialidad de redacción en 1970. Ese mismo año se convierte en embajador de Chile en Suecia. Durante su ejercicio, su amigo Pablo Neruda recibe en ese país el Premio Nobel de Literatura.
Fue un destacado miembro del Partido Comunista de Chile, y colaboró con Neruda para traer refugiados de guerra en el vapor Winnipeg.[cita requerida]
Exiliado por segunda vez en 1974, vuelve a México. Solo volvería a Chile en 1984.
Su esposa fue la fotógrafa Lola Falcón con quien fue padre del escritor Poli Délano.
Falleció en Santiago en 1985, unos meses después de haber sido autorizado a reingresar al país de su segundo exilio.

## Obra

### Escritor
Su primer libro de poemas fue El pescador de estrellas (1926), publicado junto al poeta Alejandro Gutiérrez, y su primera novela, Rumbo hacia ninguna parte (1927). Con La niña de la prisión y otros cuentos, publicada en 1928 con prólogo de Salvador Reyes Figueroa, su obra mostró ser parte del imaginismo. La problemática social, que marcaría el resto de su carrera, puede verse en obras como Puerto de fuego de 1956, y La base, en 1958, en la que describe la violencia que se dio en Santiago el 2 de abril de 1957 cuando el Ejército de Chile por órdenes de Carlos Ibáñez del Campo salió a la calle a enfrentar a los manifestantes que protestaban contra las alzas de los precios, durante la llamada Batalla de Santiago. Ambas novelas tratan sobre la injusticia, el amor y la lucha por la organización de sindicatos como la única forma de enfrentar los abusos de la clase empresarial.
Aprendiz de escritor se considera su última obra, en la que relata su visión del mundo de la segunda mitad de la década de 1920 y la primera de la de 1930. Fue publicada póstumamente.

#### Títulos
El siguiente es un listado de las obras literarias de Délano por orden cronológico según su primera edición. Despliega el año de publicación, el título de la obra y el tipo (si aplica). Aquellas que tengan una edición descargable en formato PDF desde el sitio Memoria Chilena de la Biblioteca Nacional van seguidas del código identificador de dicha biblioteca enlazado al sitio de descarga.
- 1926	El pescador de estrellas: poemas
- 1927	Rumbo hacia ninguna parte
- 1928	La niña de la prisión, y otros cuentos (MC0017871)
- 1930	Luces en la isla
- 1930	Víspera
- 1932	Catorce cuentos chilenos
- 1933	La evasión
- 1935	Viaje de sueño
- 1937	Cuatro meses de guerra civil en Madrid (MC0017921)
- 1937	Juventud asombrosa y juventud herida : entorno de la poesía de Miguel Hernández
- 1937	Balmaceda : político romántico
- 1938	El gran extravío
- 1939	Si yo fuera Rey... (Una aventura de Francois Villon)
- 1939	En la ciudad de los césares
- 1940	Viejos relatos
- 1940	Historias de detectives
- 1944	Pequeña historia de Chile
- 1944	J. M. Balmaceda
- 1944	Lastarria
- 1945	Un nino en Valparaíso
- 1945	Siete cuentos chilenos
- 1946	El laurel sobre la lira': novela
- 1954	Baldomero Lillo y "Sub-Terra"
- 1956	Puerto de fuego: novela (MC0017915)
- 1957	Recuerdo de un "Imaginista"
- 1957	El caso de la alegre propietaria
- 1958	La Base: novela (MC0017917)
- 1961	El viento del rencor: novela
- 1961	Ceilán, isla de cocoteros y piedras preciosas
- 1961	Domingo de otoño en la gran muralla
- 1962	Faulkner, Hesse, Pérez de Ayala
- 1962	Praga, la esplendorosa
- 1962	Antología de la poesía social de Chile
- 1963	Recuerdos de Isaías Cabezón
- 1963	Cómo nos vio 74 años un periodista norteamericano
- 1964	El rumor de la batalla
- 1964	Neruda en España
- 1964	La bohemia que no muere
- 1964	Visión fugitiva de El Cairo
- 1965	Los extraños cementerios
- 1965	Se extinguen los últimos nómades
- 1965	Doce jefes indígenas cedieron la Isla de Pascua a Chile
- 1965	En la huella de los escritores rusos
- 1965	Genialidades de los tres grandes
- 1966	Cuba 66
- 1966	Setenta años de Alberto Romero
- 1967	José Victorino Lastarria y su tiempo
- 1968	Antropofagia [manuscrito]
- 1968	Viejos relatos
- 1969	Locura
- 1970	Sobre todo Madrid (MC0017920)
- 1970	Luis Enrique Délano
- 1970	Quillota, una visión retrospectiva
- 1971	Antropofagia: cuentos
- 1971	La red
- 1971	Recuerdos de Gabriela Mistral
- 1972	Carta sobre una vieja amistad
- 1973	La Base: novela
- 1973	El año 20: novela
- 1984	Las veladas del exilio
- 1985	Balmaceda: historias de la historia
- 1985	Puerto de fuego
- 1987	La luz que falta / Obra Póstuma
- 1994	Aprendiz de escritor : 1924-1934 / Obra Póstuma (MC0017972)
- 1995	Buzoni / Obra Póstuma

#### Libros prologados
- 1932	Lo que el tiempo deja, cuentos, de Salvador Reyes Figueroa.
- 1937	El regreso, de James Oliver Curwood.
- 1961	Escritor y sociedad, de Miguel Arteche.
- 1962	Poemas, de Po Li.
- 1982	Vida de un agitador, de César Godoy Urrutia.

### Traductor
Su obra como traductor fue notable. Tradujo de idiomas como el ruso y el chino, acercando la cultura de otros pueblos a lectores hispanoamericanos. El siguiente listado de destacadas traducciones suyas, muestra el año de publicación en español, el título, tipo (si aplica), autor e idioma original de las obras:
- 1932	El baile, novela de Irène Némirovsky, del francés.
- 1932	Las cucarachas, novela de Maksim Gorki, del ruso.
- 1937	El Diablo triunfa: La Historia de un Amor y de un Ideal /Halbrich, Jaime Ottojulio de 2009[cita requerida]
- 1952	Emilio Zola, de Alexandre Zévaès, del francés.
- 1960	Breve historia de la literatura clásica china, de Lu Kanru y Yuan-Chun Fen, del chino.
- 1961	Novelas escogidas, antología de Lu Sin, del chino.
- 1962	Poemas, de Li Bai, del chino.
- 1962	Sobre la literatura: artículos escogidos, de Maksim Gorki, del ruso.
- 1971	Diez grandes cuentos chinos, de Yu Ta-Fu y otros, con Poli Délano, del chino.

### Periodista
Aunque Délano fue uno de los fundadores de la revista de arte y literatura Letras en 1928 y participó activamente en ella, se inició como periodista propiamente tal en el diario El Mercurio, en Santiago, a la corta edad de 21 años. Más tarde, desde España siguió como corresponsal para El Mercurio entre 1934 y 1937, reporteando la guerra civil española. De regreso en Chile, fue director de las revistas Ecran (1937-1939) y Qué hubo (1939-1940). En 1954 fundó y dirigió la publicación Vistazo. Su labor como tal le valió el Premio Nacional de Periodismo en la especialidad redacción en 1970.
El siguiente es un listado de artículos suyos ordenados cronológicamente:julio de 2009[cita requerida]
- 1962	Irreverencias e inexactitudes [artículo]
- 1954	Gabriela Mistral vuelve a la patria [artículo]
- 1964	Nicomedes Guzmán [artículo]
- 1964	Ángel Cruchaga [artículo]
- 1965	Recuerdos de Miguel Hernández [artículo]
- 1965	¿Conoce usted a Rafael Quités? [artículo]
- 1965	Homenaje incompleto [artículo]
- 1965	Mi vecino Efraín Barquero [artículo]
- 1966	Memorias teatrales [artículo]
- 1966	Ayayema [artículo]
- 1966	El camino de la evasión [artículo]
- 1966	Novela sin problemas [artículo]
- 1966	Recuerdo de César Moro [artículo]
- 1966	El gran cronista [artículo]
- 1966	Cien años de novela chilena" [artículo]
- 1966	Novela de violencia [artículo]
- 1967	La vida agraria es una novela [artículo]
- 1967	Los últimos días del poeta [artículo]
- 1967	Jorge Sanhueza [artículo]
- 1967	Diego Dublé Urrutia [artículo]
- 1967	Braulio Arenas [artículo]
- 1968	Poeta del norte [artículo]
- 1968	Humanismo marxista [artículo]
- 1968	Los contemporáneos [artículo]
- 1968	Deleite en los libros [artículo]
- 1968	Lastarria y sus "recuerdos" [artículo]
- 1968	Leyendo "Chile invadido" [artículo]
- 1968	Galo González y la construcción del partido (reportaje)
- 1968	Vuelve "Gente en la isla" [artículo]
- 1968	Prólogo de Haya de la Torre [artículo]
- 1968	Reptiles chilenos [artículo]
- 1968	Cademártori, la economía chilena [artículo]
- 1968	El norte y la poesía [artículo]
- 1968	El padre de la novela chilena [artículo]
- 1968	El chino Barrera [artículo]
- 1968	Los Mejores cuentos de Edesio Alvarado [artículo]
- 1968	Galo González y la construcción del partido (reportaje)
- 1969	José María Arguedas [artículo]
- 1969	Poeta de los bosques [artículo]
- 1969	José Miguel Varas [artículo]
- 1969	En Chile y fuera [artículo]
- 1969	Según san Jaime [artículo]
- 1969	Otro lenguaje [artículo]
- 1969	La contrarrevolución del 91 [artículo]
- 1969	La pampa y el nombre [artículo]
- 1969	Gabriela Mistral y La Paz [artículo]
- 1969	Ester Matte [artículo]
- 1969	¿Lenin o Marcuse? [artículo]
- 1969	Hablemos de "Trilce" [artículo]
- 1969	Jaime Laso [artículo]
- 1969	El último positivista [artículo]
- 1969	Pedro Lastra, poeta [artículo]
- 1969	Carta a Olga Acevedo [artículo]
- 1969	Cuentos chilenos [artículo]
- 1969	Un libro de González Vera [artículo]
- 1969	Armando Donoso y su tiempo [artículo]
- 1969	Gonzalo Drago [artículo]
- 1969	Contracantando [artículo]
- 1969	Ciencia ficción: Hugo Correa [artículo]
- 1969	Fidel en un libro de Baltazar Castro [artículo]
- 1970	El caso Nicanor Parra [artículo]
- 1970	Cuentos hispanoamericanos [artículo]
- 1970	Alfonso Mora [artículo]
- 1970	100 años de don Samuel Lillo [artículo]
- 1970	Olga Acevedo [artículo]
- 1970	González Vera [artículo]
- 1970	Sólo para cónsules [artículo]
- 1970	Gómez Rojas a medio siglo III [artículo]
- 1970	Gómez Rojas a medio siglo II [artículo]
- 1970	Gómez Rojas a medio siglo I [artículo]
- 1970	Sociología del escritor [artículo]
- 1970	Encina demolido [artículo]
- 1970	Poeta del norte [artículo]
- 1970	La calle Ángel Cruchaga [artículo]
- 1970	Escritores chilenos del período colonial [artículo]
- 1970	Poeta de los bosques [artículo]
- 1971	El Poeta y su viuda [artículo]
- 1971	El Poeta y su viuda [artículo]
- 1971	En torno de un libro de Hernán Ramírez [artículo]
- 1971	Recuerdos de Gabriela Mistral [artículo]
- 1971	Arte de vaticinar [artículo]
- 1971	Don Azpiazu [artículo]
- 1971	Cuentos sin almíbar [artículo]
- 1971	Barquero en edición argentina [artículo]
- 1975	Lomboy: un año de su muerte [artículo]
- 1978	Recuerdo centenario [artículo]
- 1989	La huella humana de una mujer superior [artículo]. Obra Póstuma
- 1990	Neruda y México [artículo]. Obra Póstuma
- 1998	Luis Enrique Délano y su visión de Quillota [artículo]. Obra Póstuma

### Pintor
En 1994, por iniciativa de amigos y familiares del para entonces ya fallecido Luis Enrique Délano, se montó en la Sala de Exposiciones La Casona de la Facultad de Arquitectura y Urbanismo de la Universidad de Chile una exposición de los cuadros que había pintado privadamente durante su vida. Su hijo Poli Délano relató que su padre no había hecho pública esa faceta porque, en palabras de este último, era "escritor de tiempo completo y pintor de día domingo".
Estudió historia del arte en Madrid. Afinó su técnica con lecciones que le impartió Mario Carreño en Nueva York. Abarcó diferentes estilos, técnicas y tendencias, como el cubismo, el surrealismo, el naif, y el expresionismo.
Sus obras, que incluyen un autorretrato, superan el centenar de óleos, acuarelas, témperas y tintas, entre otros.